# Drachenjagd
Drachenjagd im Legoland Deutschland (Günzburg, Bayern, Deutschland) ist eine stählerne Familienachterbahn vom Modell Junior Coaster des Herstellers Gerstlauer Amusement Rides, die im Juni 2003 eröffnet wurde.
Die 150 m lange Strecke, die sich auf eine Grundfläche von 16 m × 42 m erstreckt, erreicht eine Höhe von 5,5 m. Der Zug wird über einen Reibrad-Lifthill in die Höhe gezogen und beschleunigt auf der Strecke auf eine Höchstgeschwindigkeit von 33 km/h. Die Bahn ist, genau so wie die Bahn Feuerdrache, in die Themenwelt Land der Ritter eingebettet und verfügt entsprechend über eine mittelalterliche Thematisierung.
Rund ein Jahr nach der Eröffnung im Legoland Deutschland wurde am 1. April 2004 im Legoland California mit Coastersaurus eine baugleiche Achterbahn eröffnet.

## Zug
Drachenjagd besitzt einen einzelnen Zug mit vier Wagen. In jedem Wagen können vier Personen (zwei Reihen à zwei Personen) Platz nehmen. Ursprünglich wurde die erste Reihe von einem Ritter in Legogestalt besetzt, womit die Fahrgäste erst ab Reihe zwei Platz nehmen konnten. Dieser Ritter wurde später entfernt.